# Крейг, Пол
Пол Крейг (англ. Paul Craig; род. 27 ноября 1987, Эрдри, Стратклайд) — шотландский боец смешанного стиля, представитель полутяжёлой и средней весовой категории. Выступает на профессиональном уровне с 2013 года, известен по участию в турнирах бойцовских организаций UFC, BAMMA и др. Владел титулом чемпиона BAMMA в полутяжёлом весе.

## Биография
Пол Крейг родился 27 ноября 1987 года в городе Эрдри округа Норт-Ланаркшир (Шотландия).
Прежде бойцовской карьеры играл в футбол, работал футбольным тренером и учителем. Практиковал бразильское джиу-джитсу, выиграл несколько турниров национального значения, удостоился коричневого пояса, получив его из рук мастера Маркоса Нардини.

### Начало профессиональной карьеры
Дебютировал в смешанных единоборствах на профессиональном уровне в августе 2013 года, принудил своего соперника к сдаче с помощью «треугольника» уже в первом раунде. Дрался в небольших британских промоушенах, из всех поединков неизменно выходил победителем, в частности в апреле 2015 года завоевал вакантный титул чемпиона FightStar в полутяжёлой весовой категории.
Отметился двумя успешными выступлениями в организации BAMMA, где так же стал чемпионом в полутяжёлом весе.

### Ultimate Fighting Championship
Имея в послужном списке восемь побед без единого поражения, Крейг привлёк к себе внимание крупнейшей бойцовской организации мира Ultimate Fighting Championship и в октябре 2016 года подписал с ней долгосрочный контракт. Вскоре дебютировал в октагоне UFC — во втором раунде с помощью рычага локтя заставил сдаться бразильца Энрике да Силву, заработав при этом бонус за лучшее выступление вечера.
В 2017 году нокаутом проиграл Тайсону Педро и Халилу Раунтри.
В марте 2018 года встретился с непобеждённым россиянином Магомедом Анкалаевым, проигрывал ему на протяжении всех трёх раундов, однако в концовке сумел закрыть «треугольник» и буквально на последней секунде боя заставил соперника постучать — это была самая поздняя победа сдачей в трёхраундовом бою за всю историю UFC. После этой впечатляющей победы Крейг получил денежное вознаграждение за лучшее выступление вечера и продлил контракт с организацией ещё на четыре боя.
В декабре 2018 года проиграл сдачей Джимми Круту, попавшись в третьем раунде на «кимуру».
В 2019 году досрочно выиграл у Кеннеди Нзечукву и Винисиуса Морейры, получив в обоих случаях награды за лучшее выступление вечера, но проиграл нокаутом Алонсо Менифилду.

## Статистика в профессиональном ММА
| Боёв 28         | Побед 17 | Поражений 9 |
| --------------- | -------- | ----------- |
| Нокаутом        | 4        | 5           |
| Сдачей          | 13       | 2           |
| Решением        | 0        | 2           |
| Ничьи           | 1        | 1           |
| Не состоявшихся | 1        | 1           |

| Результат    | Рекорд     | Соперник             | Способ                                      | Турнир                                           | Дата             | Раунд | Время | Место                      | Примечание                                                     |
| ------------ | ---------- | -------------------- | ------------------------------------------- | ------------------------------------------------ | ---------------- | ----- | ----- | -------------------------- | -------------------------------------------------------------- |
| Не состоялся | 17-9-1 (1) | Родольфу Беллато     | Ничья (бой не состоялся)                    | UFC Fight Night: Усман vs. Бакли                 | 14 июня 2025     | 1     | 4:59  | Атланта, Джорджия, США     | После удара ногой в голову, Беллато не смог продолжить бой     |
| Поражение    | 17-9-1     | Бо Никал             | Единогласное решение                        | UFC 309                                          | 16 ноября 2024   | 3     | 5:00  | Нью-Йорк, США              |                                                                |
| Поражение    | 17-8-1     | Кайо Борральо        | KO (удар)                                   | UFC 301                                          | 4 мая 2024       | 2     | 2:10  | Рио-де-Жанейро, Бразилия   |                                                                |
| Поражение    | 17-7-1     | Брендан Аллен        | Сдача (удушение сзади)                      | UFC Fight Night: Аллен vs. Крейг                 | 18 ноября 2023   | 3     | 0:38  | Лас-Вегас, Невада, США     |                                                                |
| Победа       | 17-6-1     | Андре Муниз          | Технический нокаут (удары)                  | UFC Fight Night: Аспиналл vs. Тыбура             | 22 июля 2023     | 2     | 2:40  | Лондон, Англия             | Дебют в среднем весе; «Выступление вечера» (8)                 |
| Поражение    | 16-6-1     | Джонни Уокер         | TKO (удары руками)                          | UFC 283                                          | 21 января 2023   | 1     | 2:16  | Рио-де-Жанейро, Бразилия   |                                                                |
| Поражение    | 16-5-1     | Волкан Оздемир       | Единогласное решение                        | UFC Fight Night: Блейдс vs. Аспиналл             | 23 июля 2022     | 3     | 5:00  | Лондон, Великобритания     |                                                                |
| Победа       | 16-4-1     | Никита Крылов        | Сабмишном (удушение треугольником)          | UFC Fight Night: Волков vs. Аспиналл             | 19 марта 2022    | 1     | 3:57  | Лондон, Англия             | «Выступление вечера» (7)                                       |
| Победа       | 15-4-1     | Джамаал Хилл         | Технический нокаут (удары руками и локтями) | UFC 263                                          | 12 июня 2021     | 1     | 1:59  | Глендейл, США              | «Выступление вечера» (6)                                       |
| Победа       | 14-4-1     | Маурисиу Руа         | Технический нокаут (сдача от ударов)        | UFC 255                                          | 21 ноября 2020   | 2     | 3:36  | Лас-Вегас, США             |                                                                |
| Победа       | 13-4-1     | Гаджимурад Антигулов | Сдача (треугольник)                         | UFC on ESPN: Whittaker vs. Till                  | 26 июля 2020     | 1     | 2:06  | Абу-Даби, ОАЭ              | «Выступление вечера» (5)                                       |
| Ничья        | 12-4-1     | Маурисиу Руа         | Раздельное решение                          | UFC Fight Night: Błachowicz vs. Jacaré           | 16 ноября 2019   | 3     | 5:00  | Сан-Паулу, Бразилия        |                                                                |
| Победа       | 12-4       | Винисиус Морейра     | Сдача (удушение сзади)                      | UFC Fight Night: Rodríguez vs. Stephens          | 21 сентября 2019 | 1     | 3:19  | Мехико, Мексика            | «Выступление вечера» (4)                                       |
| Поражение    | 11-4       | Алонсо Менифилд      | Нокаут (удары руками)                       | UFC on ESPN: Ngannou vs. dos Santos              | 29 июня 2019     | 1     | 3:19  | Миннеаполис, США           |                                                                |
| Победа       | 11-3       | Кеннеди Нзечукву     | Сдача (треугольник)                         | UFC on ESPN: Barboza vs. Gaethje                 | 30 марта 2019    | 3     | 4:20  | Филадельфия, США           | «Выступление вечера (3)»                                       |
| Поражение    | 10-3       | Джимми Крут          | Сдача (кимура)                              | UFC Fight Night: dos Santos vs. Tuivasa          | 2 декабря 2018   | 3     | 4:51  | Аделаида, Австралия        |                                                                |
| Победа       | 10-2       | Магомед Анкалаев     | Сдача (треугольник)                         | UFC Fight Night: Werdum vs. Volkov               | 17 марта 2018    | 3     | 4:59  | Лондон, Англия             | «Выступление вечера» (2)                                       |
| Поражение    | 9-2        | Халил Раунтри        | Нокаут (удары руками)                       | UFC Fight Night: Nelson vs. Ponzinibbio          | 16 июля 2017     | 1     | 4:56  | Глазго, Шотландия          |                                                                |
| Поражение    | 9-1        | Тайсон Педро         | Технический нокаут (удары локтями)          | UFC 209                                          | 4 марта 2017     | 1     | 4:10  | Лас-Вегас, США             |                                                                |
| Победа       | 9-0        | Энрике да Силва      | Сдача (рычаг локтя)                         | UFC on Fox: VanZant vs. Waterson                 | 17 декабря 2016  | 2     | 1:59  | Сакраменто, США            | «Выступление вечера» (1)                                       |
| Победа       | 8-0        | Марцин Лазарж        | Сдача (треугольник)                         | BAMMA 23                                         | 14 ноября 2015   | 1     | 3:51  | Лондон, Англия             | Выиграл титул чемпиона BAMMA в полутяжёлом весе.               |
| Победа       | 7-0        | Карл Мур             | Сдача (гильотина)                           | BAMMA 22                                         | 19 сентября 2015 | 2     | 0:48  | Дублин, Ирландия           |                                                                |
| Победа       | 6-0        | Адам Райт            | Сдача (рычаг локтя)                         | Animalistic MMA: Rise of the Alpha               | 20 июня 2015     | 1     | 0:47  | Престон, Англия            |                                                                |
| Победа       | 5-0        | Анджей Бахорж        | Сдача (удушение д’Арси)                     | FightStar Championship 5                         | 11 апреля 2015   | 1     | 2:37  | Ковентри, Англия           | Выиграл вакантный титул чемпиона FightStar в полутяжёлом весе. |
| Победа       | 4-0        | Дэн Кёнекке          | Технический нокаут (удары руками)           | First Fighting Championship: Resurgence          | 13 сентября 2014 | 1     | 4:18  | Гамильтон, Шотландия       |                                                                |
| Победа       | 3-0        | Джон Фергюсон        | Сдача (удушение)                            | Full Contact Contender 10                        | 21 июня 2014     | 1     | 1:50  | Болтон, Англия             |                                                                |
| Победа       | 2-0        | Антониу Брага        | Сдача (треугольник)                         | Underdog Xtreme Championships 2                  | 1 марта 2014     | 1     | 2:41  | Белфаст, Северная Ирландия |                                                                |
| Победа       | 1-0        | Брэд Конуэй          | Сдача (треугольник)                         | First Fighting Championship 3: Prepare For Glory | 24 августа 2013  | 1     | 2:00  | Гамильтон, Шотландия       |                                                                |